# Gmach Banku Państwa w Radomiu
Gmach Banku Państwa w Radomiu – zabytkowy budynek znajdujący się w Radomiu, przy ulicy Żeromskiego 43/45. Obiekt jest częścią szlaku turystycznego Zabytki Radomia.

## Historia

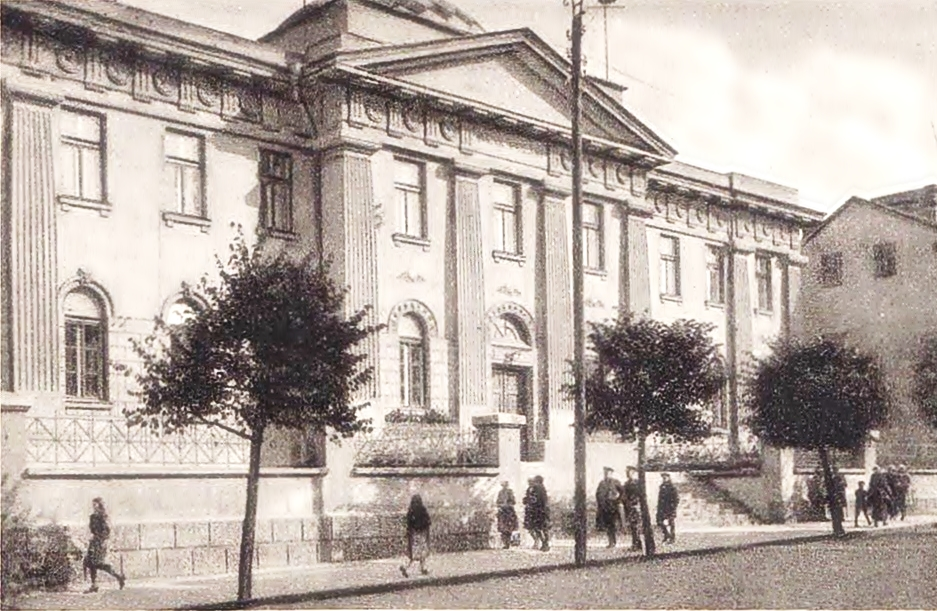
Gmach Banku Polskiego w Radomiu – widok z okresu międzywojennego. Widoczne nieistniejące już schody i parkan.

W październiku 1873 roku otworzono w Radomiu oddział Banku Polskiego – centralnej instytucji bankowej Królestwa Polskiego, zlikwidowanej w 1886 roku przez władze carskie. Majątek zamkniętego banku i jego oddziałów terenowych przejął w tym samym roku kantor warszawski rosyjskiego Banku Państwa. Radomski oddział tej instytucji obejmował swoim działaniem obszar guberni kieleckiej i radomskiej. W 1909 roku, wobec nieodpowiednich warunków lokalowych (bank zajmował pomieszczenia w jednej z kamienic czynszowych przy obecnej ulicy Żeromskiego), podjęto decyzję o wystawieniu nowej siedziby. W tym celu nabyto posesję przy ówczesnej ulicy Lubelskiej 43/45. Autorem projektu nowego gmachu był Zygmunt Słomiński. Do nowego, niewykończonego jeszcze budynku, bank wprowadził się przed wybuchem I wojny światowej, jednak już w 1914 roku ewakuował się do Rosji w związku z nadchodzącym frontem. Rosyjski Bank Państwa rozwiązano w 1917 roku. W okresie II Rzeczypospolitej budynek zajmował powołany w 1924 roku Bank Polski. Podczas II wojny światowej gmach był siedzibą niemieckiej kasy kredytowej. W latach 1945–2002 siedziba oddziału Narodowego Banku Polskiego. Od 2003 budynek zajmował  Sąd Rejonowy, a od 2018 zajmuje Prokuratura Rejonowa Radom - Wschód.

## Architektura
Gmach dawnego Banku Państwa to monumentalny, dwukondygnacyjny budynek. Jedenastoosiowa elewacja frontowa przedzielona jest trzema ryzalitami, ozdobionymi pilastrami doryckimi w wielkim porządku. Ryzalit środkowy tworzy portyk ozdobiony tympanonem i zwieńczony płaską kopułą. Parter zdobiony jest boniowaniem. W ryzalitach, pomiędzy oknami I i II piętra dekoracje sztukatorskie. Cała bryła zwieńczona jest fryzem tryglifowym. Po 1945 roku przebudowano otoczenie budynku, likwidując ozdobny parkan i schody przed wejściem głównym. Największym i najbardziej reprezentacyjnym pomieszczeniem budynku jest dawna sala operacyjna, obecnie hall. Zdobią go pilastry jońskie wspierające gzyms oraz sklepienie kolebkowe. Cennym elementem zabytkowym jest kunsztownie wykonana, unikatowa więźba kopuły. Gmach zamyka perspektywę ulicy Moniuszki i jest jednym z najbardziej reprezentacyjnych budynków radomskiego Śródmieścia.